# Colossal Cave Adventure
 (août 2018).
Si vous disposez d'ouvrages ou d'articles de référence ou si vous connaissez des sites web de qualité traitant du thème abordé ici, merci de compléter l'article en donnant les références utiles à sa vérifiabilité et en les liant à la section « Notes et références ».
Colossal Cave Adventure, connu aussi sous le nom de Advent et de Colossal Cave, est l'un des tout premiers jeu d'aventure textuel sur micro-ordinateur, créé à partir de 1975 par William Crowther, à l'époque programmeur chez Bolt, Beranek & Newman (BBN), puis amélioré et enrichi par Don Woods en 1977 alors qu'il est étudiant au Stanford Artificial Intelligence Laboratory (en).
Initialement développé sur un ordinateur PDP-10, le jeu sera porté sur tous les ordinateurs domestiques, en commençant par l'Apple II et le TRS-80 en 1980.

## Principe de jeu

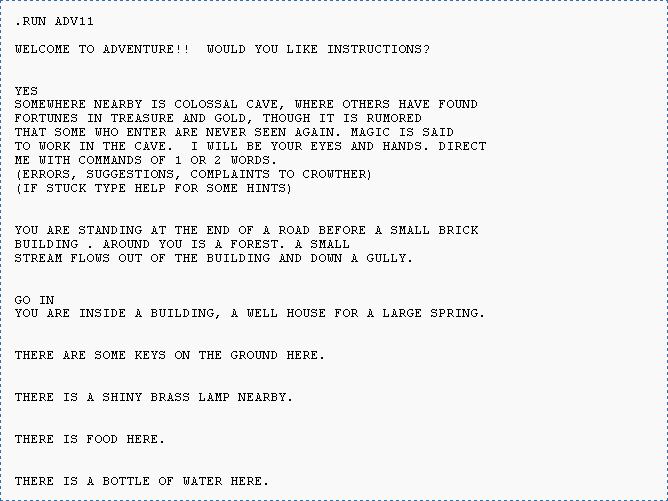
Impression dans le terminal du début du jeu textuel, en anglais.

Passionné de spéléologie et de jeu de rôle papier, Willie Crowther va inventer une intrigue se passant dans un immense système de grottes souterraines, avec des trolls et autres créatures fantastiques. Il voulait que son jeu se commande de la manière la plus naturelle possible, c'est-à-dire en écrivant des mots entiers, qui sont automatiquement analysés par un interpréteur de commande.
Colossal Cave Adventure est donc un jeu purement textuel. On y visite un réseau de grottes afin d'y récupérer des trésors cachés. Son fonctionnement est simple : un petit paragraphe décrit le lieu où l'on se trouve, et l'on tape des instructions au clavier consistant en un verbe et un complément pour se déplacer ou résoudre des énigmes diverses. Ce principe de fonctionnement vaudra au genre qu'il va engendrer d'être appelé « fiction interactive ».
Exemple d'interaction :
```
YOU ARE STANDING AT THE END OF A ROAD BEFORE A SMALL BRICK BUILDING.
AROUND YOU IS A FOREST.  A SMALL STREAM FLOWS OUT OF THE BUILDING AND
DOWN A GULLY.

go south

YOU ARE IN A VALLEY IN THE FOREST BESIDE A STREAM TUMBLING ALONG A    
ROCKY BED.

```

## Différentes versions
La première version du jeu n'accepte que les instructions à 2 mots (take bottle, go west, phone home, etc.) mais quelques années plus tard, certaines versions amélioreront ce chiffre en acceptant des instructions telles que « open door with small key »…
En 1976, Don Woods, étudiant de Stanford, propose à Crowther d'apporter quelques nouveautés au jeu. Il commença par le déboguer puis lui ajouta un système de score, de nouvelles salles, créatures et trésors.

## Technique
Le jeu a originellement été développé sur un mini ordinateur PDP-10. Il consistait en 700 lignes de Fortran et 700 lignes de données décrivant 78 lieux, 66 pièces et 12 messages de navigation.